# Сосьєр (Міссісіпі)
Сосьєр (англ. Saucier) — переписна місцевість (CDP) в США, в окрузі Гаррісон штату Міссісіпі. Населення — 1077 осіб (2020).

## Географія
Сосьєр розташований за координатами 30°37′15″ пн. ш. 89°8′32″ зх. д. / 30.62083° пн. ш. 89.14222° зх. д. (30.620874, -89.142271).  За даними Бюро перепису населення США в 2010 році переписна місцевість мала площу 18,14 км², з яких 17,86 км² — суходіл та 0,28 км² — водойми.

## Демографія
Згідно з переписом 2010 року, у переписній місцевості мешкали 1342 особи в 507 домогосподарствах у складі 361 родини. Густота населення становила 74 особи/км².  Було 569 помешкань (31/км²).
Расовий склад населення:
| - 94,0 % — білих - 1,7 % — чорних або афроамериканців - 0,4 % — корінних американців - 0,2 % — азіатів |

До двох чи більше рас належало 3,0 %. Частка іспаномовних становила 1,9 % від усіх жителів.
За віковим діапазоном населення розподілялося таким чином: 24,4 % — особи молодші 18 років, 61,8 % — особи у віці 18—64 років, 13,8 % — особи у віці 65 років та старші. Медіана віку мешканця становила 40,9 року. На 100 осіб жіночої статі у переписній місцевості припадало 99,7 чоловіків;  на 100 жінок у віці від 18 років та старших — 97,9 чоловіків також старших 18 років.
Середній дохід на одне домашнє господарство  становив 43 692 долари США (медіана — 40 098), а середній дохід на одну сім'ю — 49 194 долари (медіана — 41 618). За межею бідності перебувало 22,6 % осіб, у тому числі 42,5 % дітей у віці до 18 років та 0,0 % осіб у віці 65 років та старших.
Цивільне працевлаштоване населення становило 316 осіб. Основні галузі зайнятості: роздрібна торгівля — 34,5 %, транспорт — 14,2 %, будівництво — 12,3 %, освіта, охорона здоров'я та соціальна допомога — 11,7 %.